# Autoginefilia
Autoginefilia (z gr. αὐτό- (siebie), γυνή (kobieta) i φιλία (miłość)) – termin w seksuologii, jakim określa się przypadłość, gdy u mężczyzny podniecenie seksualne wywołuje myśl, że jest innej płci. Termin został wymyślony przez Raya Blancharda, w 1989 roku, w ramach Typologii Transeksualizmu Blancharda (ang. skrót BAT), na podstawie badań innego seksuologa – Kurta Freuda.
Blanchard, w swoich badaniach, powiązał ze sobą autoginefilię z męskim transseksualizmem, jednak spotkało się to z krytyką części społeczności transpłciowych w USA, zwłaszcza po premierze książki profesora J. Michaela Baileya „The Men Who Would Be Queen: The Science of Gender Binding and Transsexualism” w 2003 roku. Wedle owych środowisk, książka prezentowała transseksualizm w sposób „pejoratywny” (negatywny).
Obecnie w badaniach autoginefilią nazywa się również sytuację, w której kobietę podnieca myśl o własnej kobiecości. Na podstawie badań na 51 wyselekcjonowanych ochotniczkach, oraz przygotowanej skali (Autogynephilia Scale for Women – ASW) okazało się, że autoginefilia dotyka 91% z nich, a przy bardziej rygorystycznym podejściu do nomenklatury badawczej – 28%. Wcześniejsze badania ankietowe określiły natomiast, że 9% kobiet czuje podniecenie seksualne, gdy obserwuje się nago, a już pod koniec lat 40. jeden z pionierów nowoczesnej seksuologii, Alfred Kinsey, stwierdził istnienie przypadłości, w której podniecenie bierze się z oglądania własnych genitaliów podczas masturbacji.